# 生活協同組合ユーコープ
生活協同組合ユーコープ（せいかつきょうどうくみあいユーコープ）は、神奈川県、静岡県、山梨県を活動地域とし、横浜市に本部を置く生活協同組合（生協）。 
ユーコープ事業連合（2014年3月解散）を形成していた「コープかながわ」「コープしずおか」「市民生協やまなし」の3生協が合同して一つの生協となり、ユーコープ事業連合の業務も引き継いだ。

## 概要
2013年3月21日に、生活協同組合連合会ユーコープ事業連合を構成していたコープかながわ・コープしずおか・市民生協やまなしの3生協が組織合同（合併）して、一つの生協となることで発足した。
組合員数1,756,067人、出資金382億円（2014年3月20日現在）。店舗は2018年6月現在98店舗（神奈川県内80店舗、静岡県内17店舗、山梨県内1店舗）。50坪程度の小型店舗が中心だが、大型店舗の「Mia Cucina」（カタカナ表記はミアクチーナ、もしくはミオクチーナ）、ユーコープ主導による複合店舗の「HARMOS」（ハーモス）もある。

## 沿革
- 1990年3月-「生活協同組合連合会ユーコープ事業連合」が設立[2]。
- 2013年3月21日- 生活協同組合連合会ユーコープ事業連合を構成する「コープかながわ」、「コープしずおか」、「市民生協やまなし」が組織合同し、単一の生協となることで発足[2]。ユーコープ事業連合の業務も引き継いだ[3]。
- 2013年5月 - 電気トラックの配送実験を開始[5]。
- 2014年3月- 「ユーコープ事業連合」が解散[3]。
- 2017年 - 配達直前にキャンセルされた商品を、食べる物に困っている人に活用してもらう寄贈活動を横浜、相模原両市内で始めた[6]。

## 事業内容

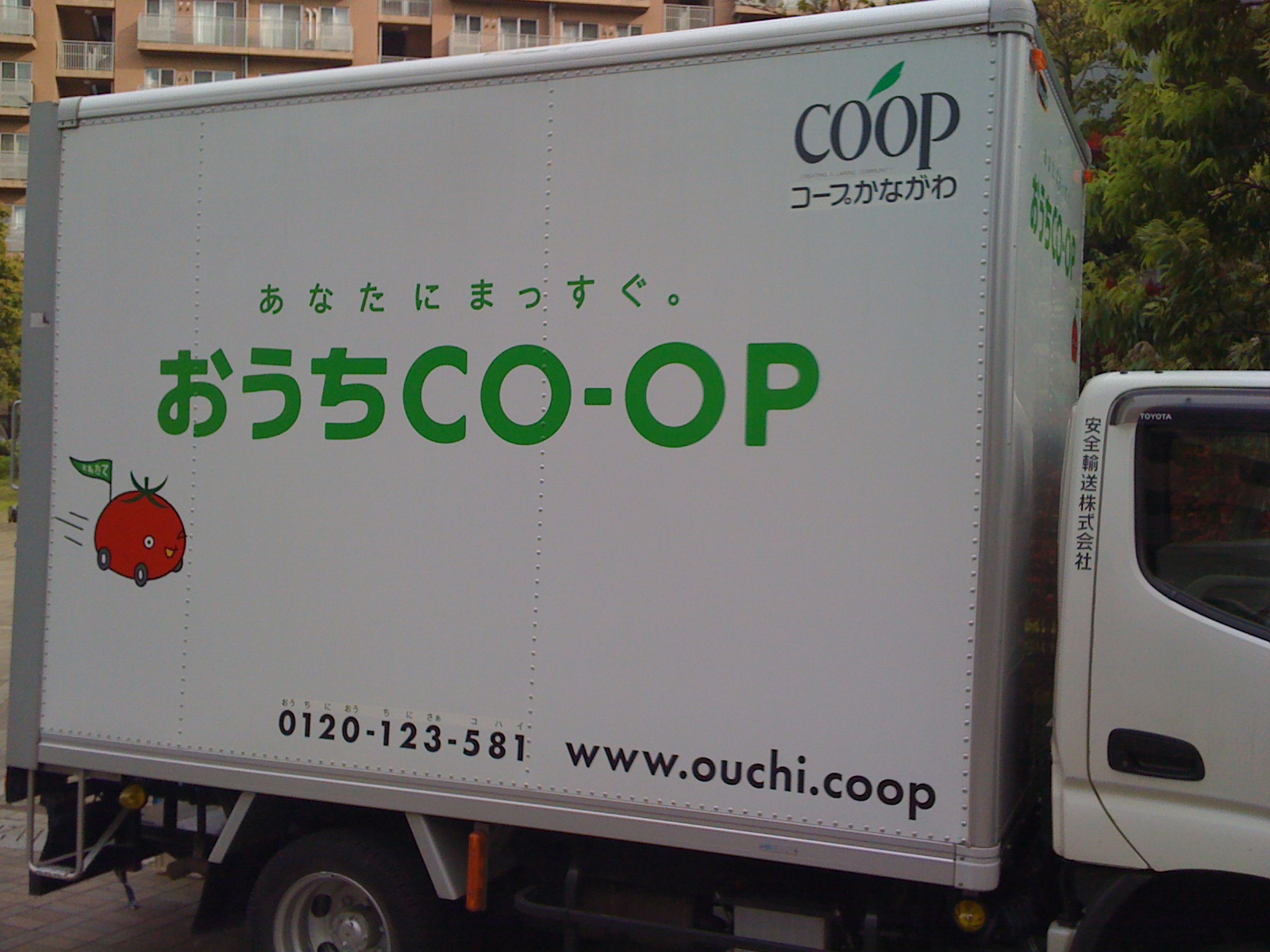
個別宅配のトラック

宅配（おうちCO-OP）、店舗、夕食宅配、福祉、共済・保障、葬祭 他

## 店舗

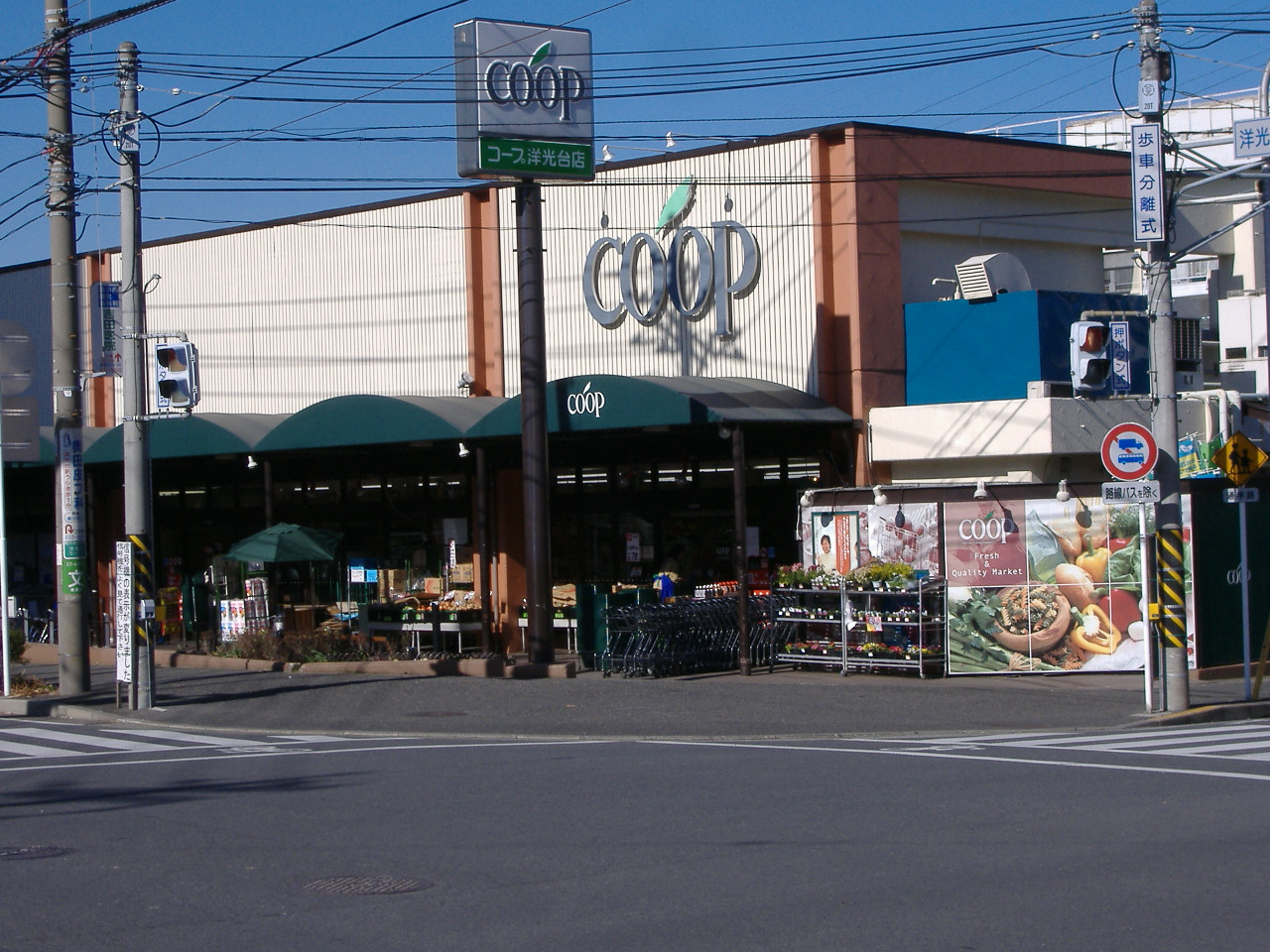
小型店舗の洋光台店
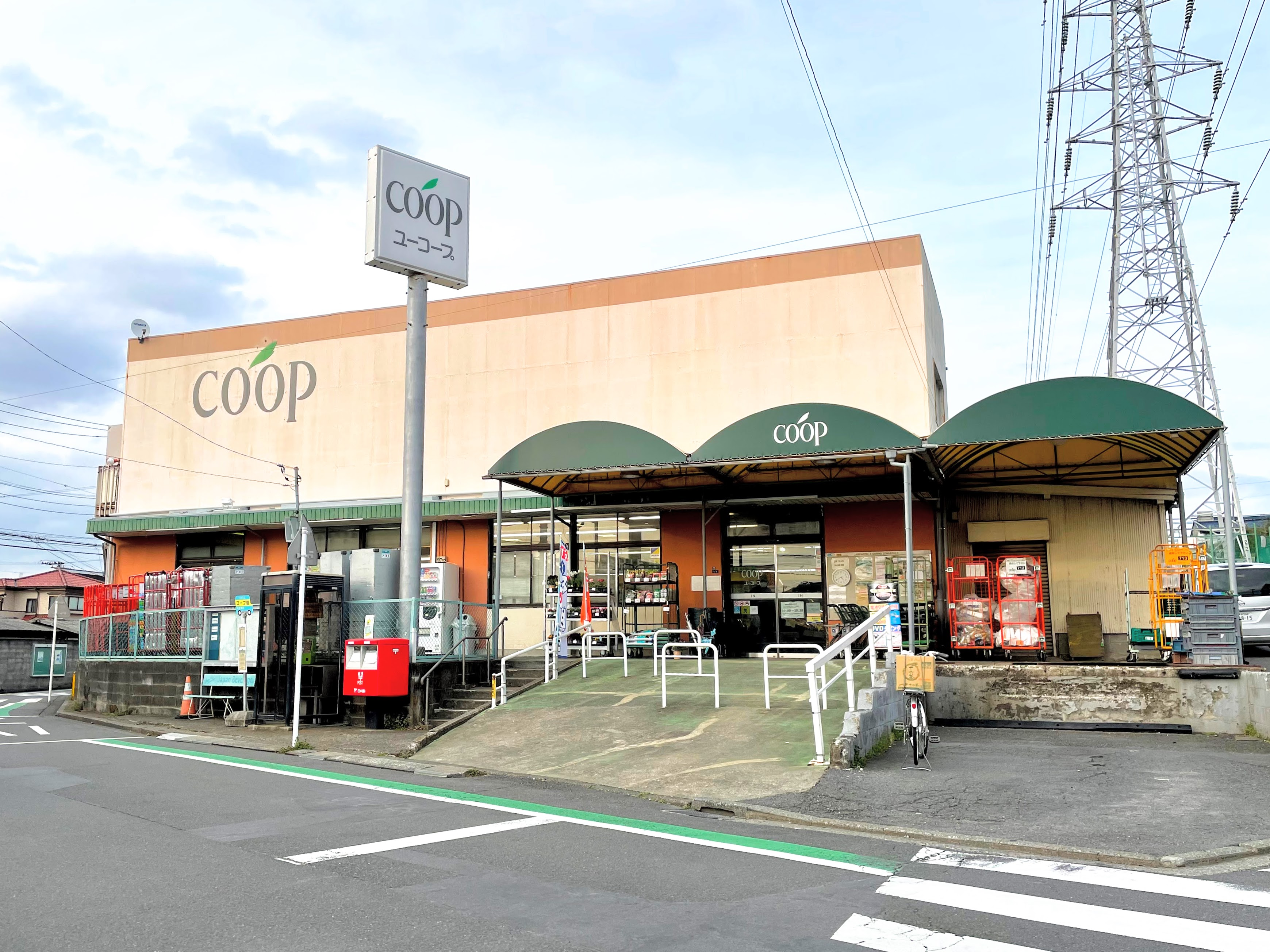
小型店舗の和泉店
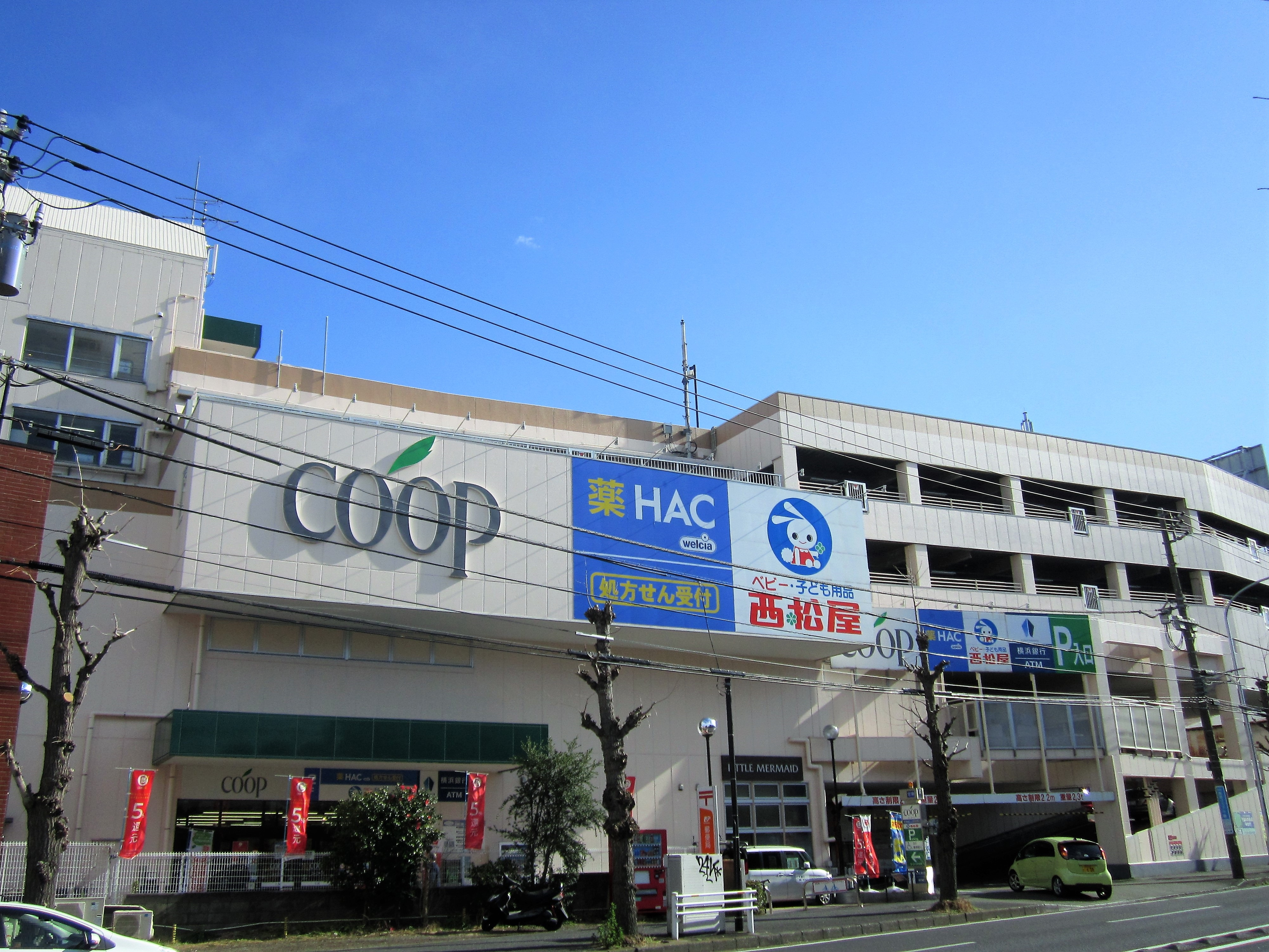
大型店舗の片倉店
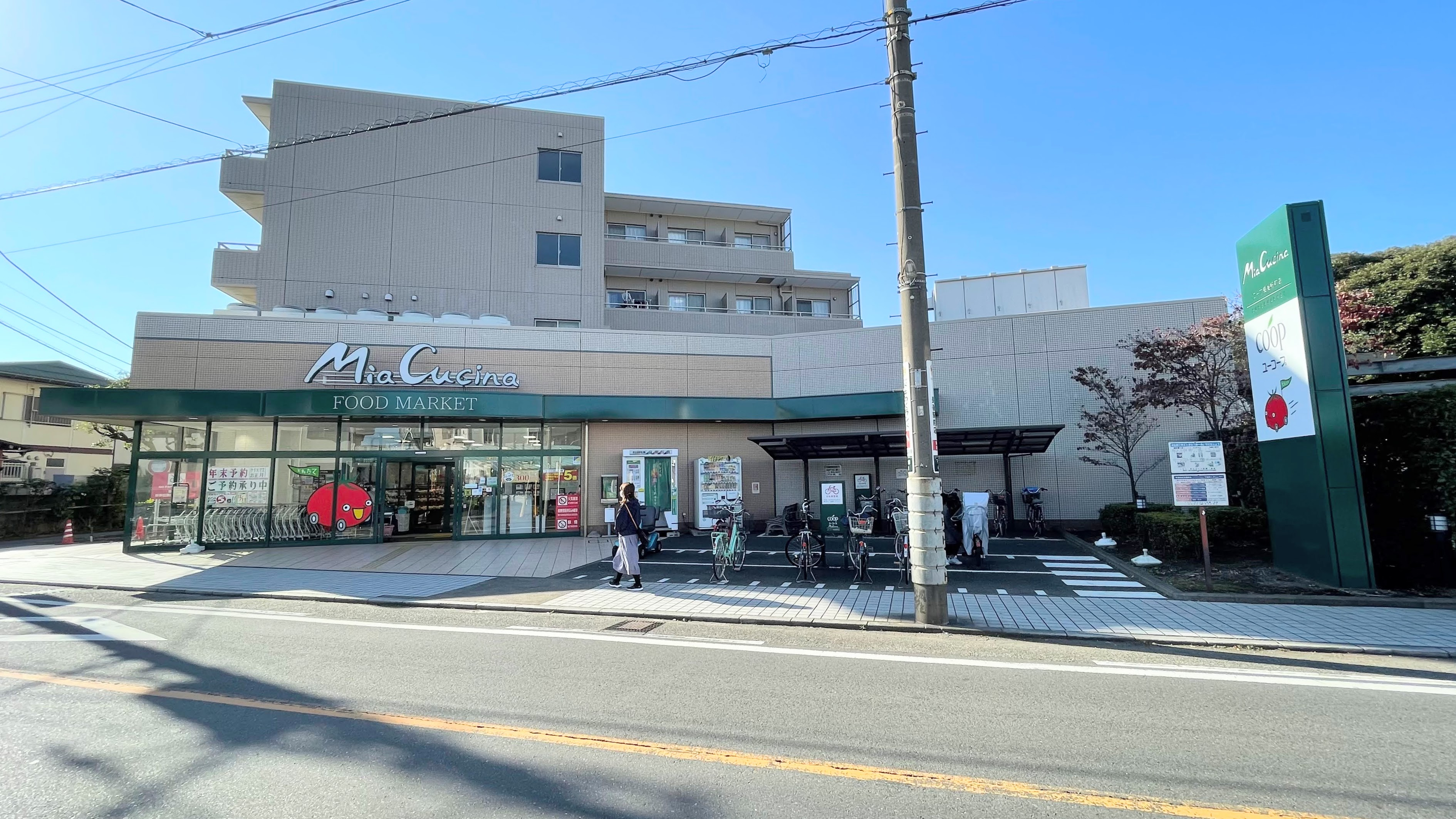
大型店舗の ミアクチーナ 長後駅前店
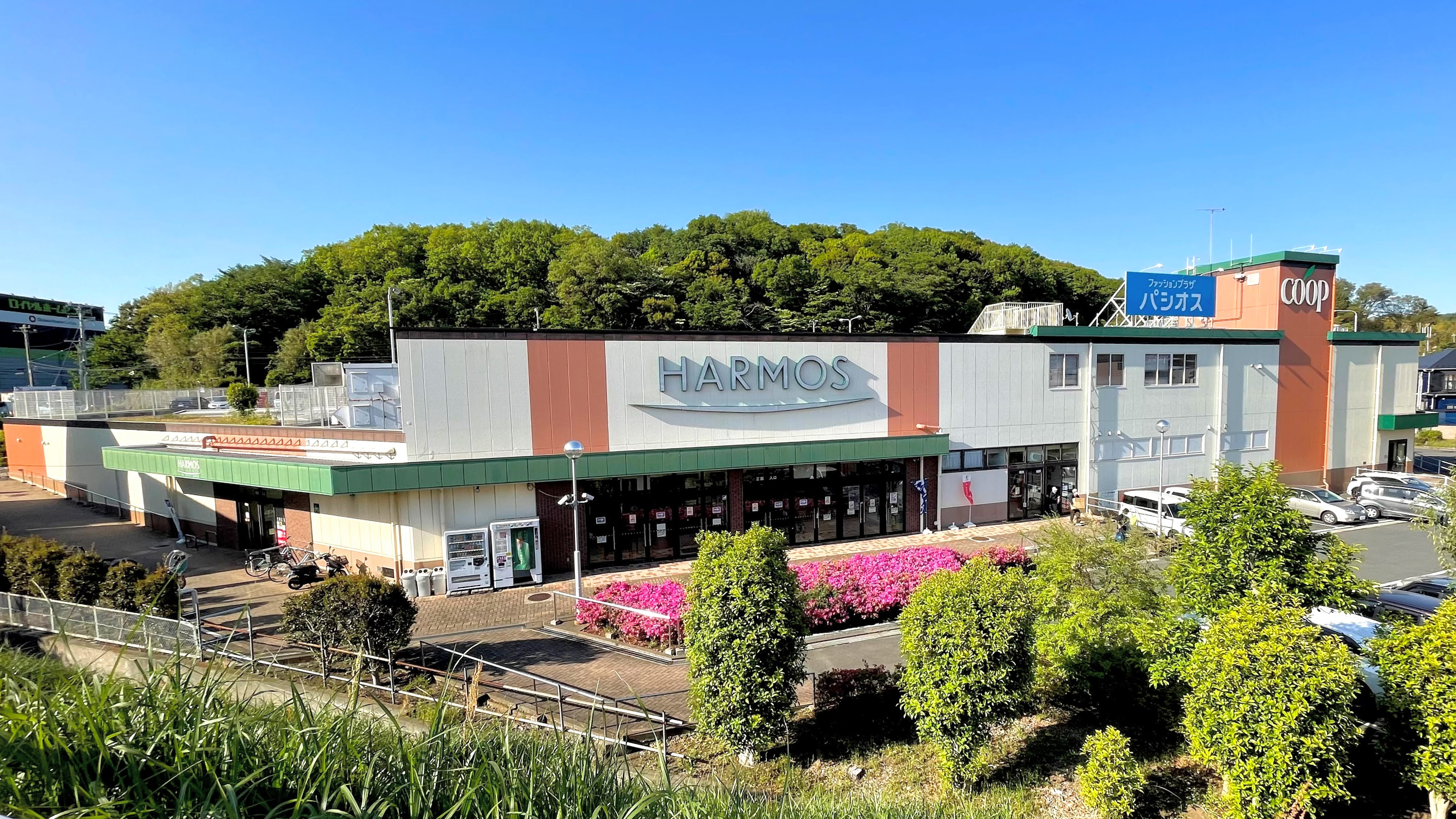
複合店舗の ハーモス深谷店